# 포켓몬 제너레이션즈
《포켓몬 제너레이션즈》(일본어: ポケモンジェネレーションズ, 영어: Pokémon Generations)는 2016년 9월 16일부터 12월 23일까지 유튜브에서 방영된 《포켓몬스터》의 웹 애니메이션이다.
한지우가 주인공의 애니메이션 시리즈와는 무관하며, 비디오 게임의 내용을 바탕으로 제작되었다.

## 방영 목록
| 화수 | 제목                 | 착신일자 (일본)                                 |
| ---- | -------------------- | ----------------------------------------------- |
| 1    | "The Adventure"      | 2016년 9월 16일 일본판 착신 : 2016년 12월 8일   |
| 2    | "The Chase"          | 2016년 9월 16일 일본판 착신 : 2016년 12월 8일   |
| 3    | "The Challenger"     | 2016년 9월 23일 일본판 착신 : 2016년 12월 8일   |
| 4    | "The Lake of Rage"   | 2016년 9월 30일 일본판 착신 : 2016년 12월 8일   |
| 5    | "The Legacy"         | 2016년 10월 7일 일본판 착신 : 2016년 12월 8일   |
| 6    | "The Reawakiening"   | 2016년 10월 7일 일본판 착신 : 2016년 12월 8일   |
| 7    | "The Vision"         | 2016년 10월 14일 일본판 착신 : 2016년 12월 15일 |
| 8    | "The Cavern"         | 2016년 10월 21일 일본판 착신 : 2016년 12월 15일 |
| 9    | "The Scoop"          | 2016년 10월 28일 일본판 착신 : 2016년 12월 15일 |
| 10   | "The Old Chateau"    | 2016년 10월 28일 일본판 착신 : 2016년 12월 22일 |
| 11   | "The New World"      | 2016년 11월 4일 일본판 착신 : 2016년 12월 22일  |
| 12   | "The Magma Stone"    | 2016년 11월 11일 일본판 착신 : 2016년 12월 22일 |
| 13   | "The Uprising"       | 2016년 11월 18일 일본판 착신 : 2017년 1월 26일  |
| 14   | "The Flozen World"   | 2016년 11월 23일 일본판 착신 : 2017년 1월 26일  |
| 15   | "The King Returns"   | 2016년 12월 2일 일본판 착신 : 2017년 1월 26일   |
| 16   | "The Beauty Eternal" | 2016년 12월 9일 일본판 착신 : 2017년 2월 2일    |
| 17   | "The Investigation"  | 2016년 12월 16일 일본판 착신 : 2017년 2월 2일   |
| 18   | "The Redemption"     | 2016년 12월 23일 일본판 착신 : 2017년 2월 2일   |